# Reginald of Cornhill (Beamter, † nach 1222)
Reginald of Cornhill (auch Reginald de Cornhill) († nach 1222) war ein englischer Beamter, der als Sheriff von Kent diente. Er übergab 1215 den aufständischen Baronen Rochester Castle, was als Beginn des Ersten Kriegs der Barone gilt.

## Leben
Reginald de Cornhill war ein Sohn seines gleichnamigen Vaters Reginald of Cornhill und dessen Frau Matilda. Sein Vater war ein wichtiger Beamter im Dienst von König Johann Ohneland gewesen. Er oder sein Sohn waren wohl zeitweise in Ungnade gefallen, denn als Reginald der Ältere 1209 oder 1210 starb, bot sein Sohn 10.000 Mark, um das Erbe anzutreten und um seine Schulden und die Schulden seines Vaters gegenüber der Krone zu begleichen. Mit dieser ungewöhnlich hohen Summe wollte er die Besitzungen seines Vaters übertragen bekommen sowie das Amt des High Sheriff of Kent erhalten, das sein Vater seit 1192 innegehabt hatte und zuvor schon andere Mitglieder der Familie innegehabt hatten.
Reginald diente als Kommandant des königlichen Rochester Castle. Als es 1215 trotz der Anerkennung der Magna Carta durch den König zu weiteren Spannungen zwischen dem König und einer Adelsopposition kam, übergab Cornhill Ende September oder Anfang Oktober 1215 die Burg kampflos an eine Armee der rebellischen Barone unter Führung von William d’Aubigné. König Johann eroberte bis Ende November 1215 die Burg in einer entschlossenen Belagerung zurück. Reginald geriet in Gefangenschaft, der König übergab ihn seinem Vertrauten Peter de Maulay. Mehrere Jahre blieb Reginald of Cornhill im Kerker, bis er mindestens £ 1200 Lösegeld an Maulay gezahlt hatte. Noch 1222 hatte Cornhill so große Schulden gegenüber der Krone, dass er Teile seiner Besitzungen verkaufen musste. Während der Herrschaft von König Heinrich III., dem Sohn und Nachfolger von Johann Ohneland, diente Reginald noch als Assisen-Richter. Sein Todesjahr ist unklar.